# Vicent Spiteri i Galiano
Vicent Spiteri i Galiano (Alacant, 11 de desembre de 1917 - Alacant, 8 de novembre de 2018) va ser un director d'orquestra valencià.
Es formà al Real Conservatorio de Madrid i després a l'Accademia Musicale Chigiana de Siena, a Itàlia, com a deixeble de Paul van Kempen. El 1941 entrà com a flautista en la Banda Municipal de Madrid, i el 1945 ho feu en l'Orquesta Nacional de España, formacions on es mantingué fins al 1958. Aquest any succeí el mestre Arbós al capdavant de l'Orquesta Sinfónica de Madrid, que dirigí fins al 1978 i amb la qual estrenà a Alacant diversos premis “Òscar Esplà”, com ara la Simfonia Streicher d'Arnold Kemps i el Psalmus Tertius de Jacqueline Fortyn. Dirigí orquestres espanyoles com la Bbanda Primitiva de Liria, la banda de música civil més antiga d'Espanya, i també diverses orquestres estrangeres, com l'Orquestra Simfònica de Londres, la de la RAI de Milà, l'Orquestra de Filadèlfia, la Nacional de Rio de Janeiro i la Nacional de Buenos Aires. Del 1966 al 1988, que es jubilà, fou catedràtic de conjunt vocal i instrumental del Conservatori de Madrid.